# Băișoara
Băișoara (in ungherese Jarabanya o Kisbanya, in tedesco Kleingrub) è un comune della Romania di 2 388 abitanti, ubicato nel distretto di Cluj, nella regione storica della Transilvania.
Il comune è formato dall'unione di 9 villaggi: Băișoara, Frăsinet, Moara de Pădure, Muntele Băișorii, Muntele Bocului, Muntele Cacovei, Muntele Filii, Muntele Săcelului, Săcel.